# Програм Венера
Програм Венера је био совјетски научно-истраживачки програм намијењен за истраживање планете Венере и међупланетарног космичког простора.
У склопу програма лансиран је низ аутоматских научно-истраживачких станица (вјештачких сателита) под називом Венера.
Изузетно тешки услови на планети Венери, а уз то и почетни недостатак поузданих информација о њима, су јако отежали процес истраживања. Први летови су се због тога завршили неуспјешно. Сталним усавршавањем летјелица на основу делимичних података који су постајали доступни, совјетски научници су на крају успјели да изврше прво меко спуштање на неку планету, прво слање података са површине неке планете, и на крају слање фотографија са површине.
Резултати мисија Венера и даље представљају практично све што је познато о саставу атмосфере, условима у њој, и саставу тла. Слике су показале каменито тло, а мјерења температуру од око 470-490 °C и атмосферски притисак од око 90 атмосфера на површини.

## Летови програма Венера
Име мисије, година лансирања:
- Венера-1 (1961).
- Венера-2 (1965).
- Венера-3 (1965).
- Венера-4 (1967).
- Венера-5 (1969).
- Венера-6 (1969).
- Венера-7 (1970).
- Венера-8 (1972).
- Венера-9 (1975).
- Венера-10 (1975).
- Венера-11 (1978).
- Венера-12 (1978).
- Венера-13 (1981).
- Венера-14 (1981).
- Венера-15 (1983).
- Венера-16 (1983).